# スレート (建材)

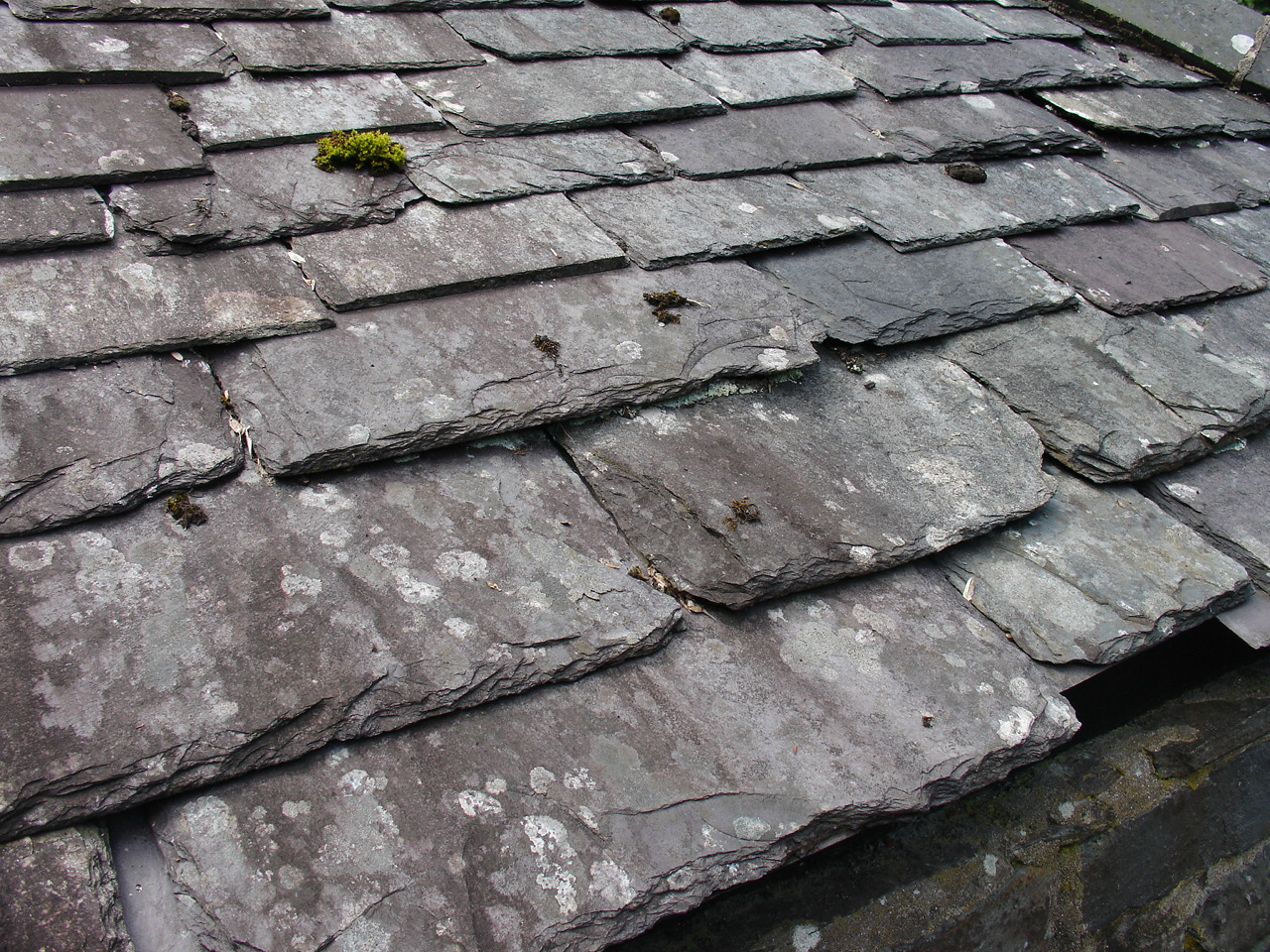
天然スレートの屋根

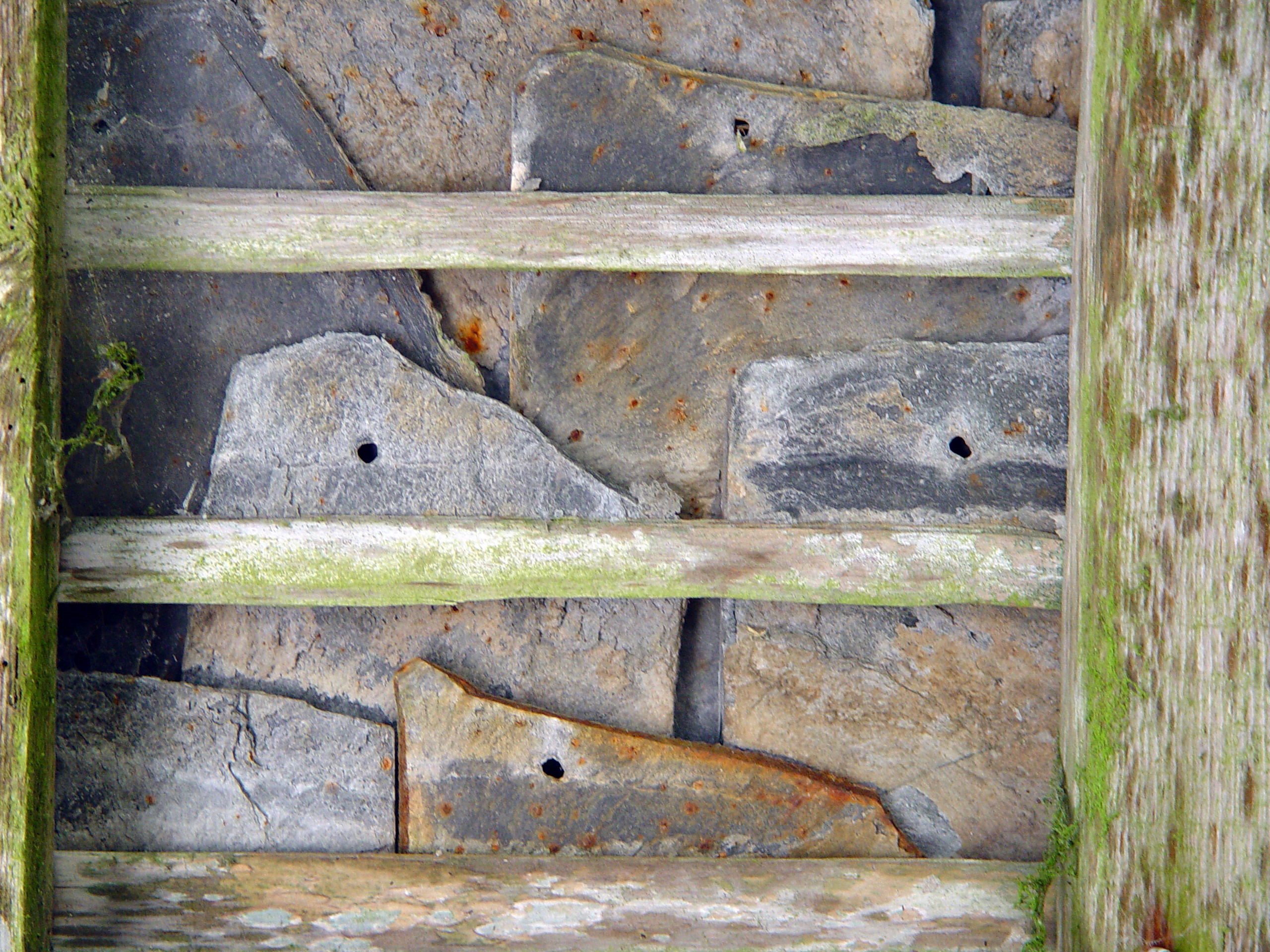
裏から見たスレート屋根。イギリスの古民家

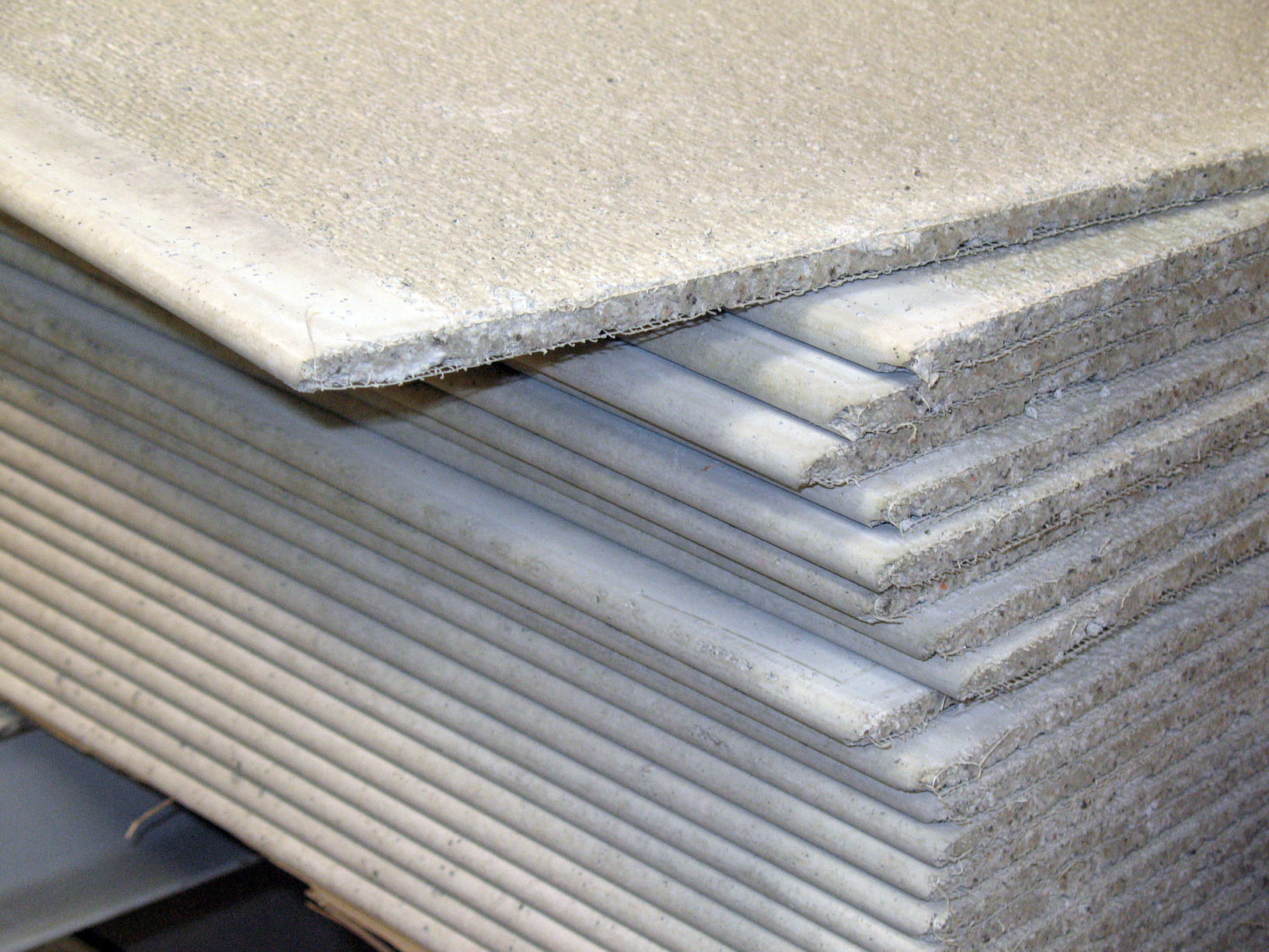
化粧スレート

西洋で古くから使われてきた「スレート屋根」のスレート（Slate）の本来の意味は、粘板岩のことである。粘板岩は薄い板状に割れる性質があり、防水性・耐火性・耐候性・耐久性を持ち、屋根材に適していた。歴史的建造物のスレート屋根の中には、数百年の風雪に耐えているものもある。
天然素材のスレートを「天然スレート」と呼ぶ。近年は天然スレートが貴重かつ高価なものとなったので、現在一般に使用されているのは「人造スレート」もしくは「化粧スレート」と呼ばれる人工素材である。人工スレートは英語ではセメントボード  cement board と言われ、Slate とは呼ばれない。
化粧スレートとは、セメントに繊維素材を混ぜて（または表面に吹きつけて）、薄い板状に加工したものである。ただのセメントはひび割れやすい欠点があるので、この欠点を補うため繊維素材を混ぜ、耐性を付けている。繊維素材としてはかつては石綿が用いられたが、アスベスト問題が生じたことから、今日では石綿は用いられなくなった。かわりに用いる繊維素材は短繊維と呼ばれる、ガラス繊維や合成繊維などの短い繊維である。詳細は繊維補強コンクリートの項目参照。
人工スレートには、他にも以下のようなメリットがある。
- 重量が軽いため、耐震性が高い
- 価格が安い
- 施工できる業者が多い

このような利点があるので、スレートは、現在もっとも普及している屋根材である。